# Monona (Iowa)
Monona es una ciudad ubicada en el condado de Clayton en el estado estadounidense de Iowa. En el Censo de 2010 tenía una población de 1549 habitantes y una densidad poblacional de 512,49 personas por km².

## Geografía
Monona se encuentra ubicada en las coordenadas 43°3′5″N 91°23′28″O / 43.05139, -91.39111. Según la Oficina del Censo de los Estados Unidos, Monona tiene una superficie total de 3.02 km², de la cual 3.02 km² corresponden a tierra firme y (0%) 0 km² es agua.

## Demografía
Según el censo de 2010, había 1549 personas residiendo en Monona. La densidad de población era de 512,49 hab./km². De los 1549 habitantes, Monona estaba compuesto por el 98.26% blancos, el 0.45% eran afroamericanos, el 0.13% eran amerindios, el 0.26% eran asiáticos, el 0% eran isleños del Pacífico, el 0.32% eran de otras razas y el 0.58% pertenecían a dos o más razas. Del total de la población el 0.97% eran hispanos o latinos de cualquier raza.